# 1998 100 legnagyobb slágere
Ez a lista a Billboard magazin  első Hot 100  zenéjét tartalmazza 1998-ből.
| Helyezés | Szám                                   | Előadó                                                                |
| -------- | -------------------------------------- | --------------------------------------------------------------------- |
| 1        | Too Close                              | Next                                                                  |
| 2        | The Boy Is Mine                        | Brandy and Monica                                                     |
| 3        | You're Still the One                   | Shania Twain                                                          |
| 4        | Truly Madly Deeply                     | Savage Garden                                                         |
| 5        | How Do I Live                          | LeAnn Rimes                                                           |
| 6        | Together Again                         | Janet                                                                 |
| 7        | All my life                            | K-Ci and JoJo                                                         |
| 8        | Candle in the Wind 1997                | Elton John                                                            |
| 9        | Nice and Slow                          | Usher                                                                 |
| 10       | I Don't Want to Wait                   | Paula Cole                                                            |
| 11       | How's It Going to Be                   | Third Eye Blind                                                       |
| 12       | No, No, No                             | Destiny’s Child                                                       |
| 13       | My Heart Will Go On                    | Celine Dion                                                           |
| 14       | Gettin' Jiggy wit It                   | Will Smith                                                            |
| 15       | You Make Me Wanna                      | Usher                                                                 |
| 16       | My Way                                 | Usher                                                                 |
| 17       | My All                                 | Mariah Carey                                                          |
| 18       | The First Night                        | Monica                                                                |
| 19       | Been Around the World                  | Puff Daddy & The Family                                               |
| 20       | Adia                                   | Sarah McLachlan                                                       |
| 21       | Crush                                  | Jennifer Paige                                                        |
| 22       | Everybody (Backstreet's Back)          | Backstreet Boys                                                       |
| 23       | I Don't Want to Miss a Thing           | Aerosmith                                                             |
| 24       | Body Bumpin' (Yippie-Yi-Yo)            | Public Announcement                                                   |
| 25       | This Kiss                              | Faith Hill                                                            |
| 26       | I Don't Ever Want to See You Again     | Uncle Sam                                                             |
| 27       | Let's Ride                             | Montell Jordan featuring Master P & Silkk the Shocker                 |
| 28       | Sex and Candy                          | Marcy Playground                                                      |
| 29       | Show Me Love                           | Robyn                                                                 |
| 30       | A Song for Mama                        | Boyz II Men                                                           |
| 31       | What You Want                          | Mase featuring Total                                                  |
| 32       | Frozen                                 | Madonna                                                               |
| 33       | Gone till November                     | Wyclef Jean                                                           |
| 34       | My Body                                | LSG                                                                   |
| 35       | Tubthumping                            | Chumbawamba                                                           |
| 36       | Deja Vu (Uptown Baby)                  | Lord Tariq and Peter Gunz                                             |
| 37       | I Want You Back                        | ’N Sync                                                               |
| 38       | When the Lights Go Out                 | Five                                                                  |
| 39       | They Don’t Know                        | Jon B.                                                                |
| 40       | Make em' say Uhhh!                     | Master P featuring Fiend, Silkk the Shocker, Mia X & Mystikal         |
| 41       | Make It Hot                            | Nicole featuring Missy 'Misdemeanor' Elliott & Mocha                  |
| 42       | Never Ever                             | All Saints                                                            |
| 43       | I Get Lonely                           | Janet featuring Blackstreet                                           |
| 44       | Feel So Good                           | Mase                                                                  |
| 45       | Say It                                 | Voices of Theory                                                      |
| 46       | Kiss the Rain                          | Billie Myers                                                          |
| 47       | Come with Me                           | Puff Daddy featuring Jimmy Page                                       |
| 48       | Romeo and Juliet                       | Sylk-E. Fyne featuring Chill                                          |
| 49       | It’s All About Me                      | Mýa featuring Sisqo                                                   |
| 50       | I Will Come to You                     | Hanson                                                                |
| 51       | One Week                               | Barenaked Ladies                                                      |
| 52       | Swing My Way                           | K. P. & Envyi                                                         |
| 53       | Arms of the One Who Loves You          | Xscape                                                                |
| 54       | My Love is the SHHH!                   | Somethin’ for the people featuring Trina & Tamara                     |
| 55       | Daydreamin'                            | Tatyana Ali                                                           |
| 56       | We're Not Making Love No More          | Dru Hill                                                              |
| 57       | Semi-Charmed Life                      | Third Eye Blind                                                       |
| 58       | I Do                                   | Lisa Loeb                                                             |
| 59       | Lookin' at Me                          | Mase featuring Puff Daddy                                             |
| 60       | Looking Through Your Eyes              | LeAnn Rimes                                                           |
| 61       | Lately                                 | Divine                                                                |
| 62       | Quit Playing Games (With My Heart)     | Backstreet Boys                                                       |
| 63       | I Still Love You                       | Next                                                                  |
| 64       | Time After Time                        | INOJ                                                                  |
| 65       | Are You Jimmy Ray?                     | Jimmy Ray                                                             |
| 66       | Cruel Summer                           | Ace Of Base                                                           |
| 67       | I Got the Hook-Up!                     | Master P featuring Sons Of Funk                                       |
| 68       | Victory                                | Puff Daddy & The Family featuring The Notorious B.I.G. & Busta Rhymes |
| 69       | Too Much                               | Spice Girls                                                           |
| 70       | Ghetto Supastar (That Is What You Are) | Pras Michel featuring Ol’ Dirty Bastard & Mýa                         |
| 71       | How Deep Is Your Love                  | Dru Hill featuring Redman                                             |
| 72       | Friend of Mine                         | Kelly Price                                                           |
| 73       | Turn It Up (Remix)/Fire It Up          | Busta Rhymes                                                          |
| 74       | I’ll Be                                | Edwin McCain                                                          |
| 75       | Ray of Light                           | Madonna                                                               |
| 76       | All for You                            | Sister Hazel                                                          |
| 77       | Touch It                               | Monifah                                                               |
| 78       | Money, Power & Respect                 | The L.O.X. featuring DMX & Lil' Kim                                   |
| 79       | Bitter Sweet Symphony                  | The Verve                                                             |
| 80       | Dangerous                              | Busta Rhymes                                                          |
| 81       | Spice Up Your Life                     | Spice Girls                                                           |
| 82       | Because of You                         | 98 Degrees                                                            |
| 83       | The Mummers' Dance                     | Loreena McKennitt                                                     |
| 84       | All Cried Out                          | Allure featuring 112                                                  |
| 85       | Still Not a Player                     | Big Punisher featuring Joe                                            |
| 86       | The One I Gave My Heart To             | Aaliyah                                                               |
| 87       | Foolish Games/You Were Meant for Me    | Jewel                                                                 |
| 88       | Love You Down                          | INOJ                                                                  |
| 89       | Do for Love                            | 2Pac featuring Eric Williams                                          |
| 90       | Raise the Roof                         | Luke featuring No Good But So Good                                    |
| 91       | Heaven                                 | Nu Flavor                                                             |
| 92       | The Party Continues                    | JD featuring Da Brat                                                  |
| 93       | Sock It 2 Me                           | Missy 'Misdemeanor' Elliott featuring Da Brat                         |
| 94       | Butta Love                             | Next                                                                  |
| 95       | A Rose Is Still a Rose                 | Aretha Franklin                                                       |
| 96       | 4 Seasons of Loneliness                | Boys II Men                                                           |
| 97       | Father                                 | LL Cool J                                                             |
| 98       | Thinkin' Bout It                       | Gerald Levert                                                         |
| 99       | Nobody's Supposed to Be Here           | Deborah Cox                                                           |
| 100      | Westside                               | TQ                                                                    |